# Le belve (film 1971)
Le belve è un film del 1971 diretto da Giovanni Grimaldi.
Film a episodi con Lando Buzzanca come protagonista.

## Trama

### Episodi

#### Il salvatore
Un automobilista si ferma in mezzo a una folla di curiosi con lo sguardo verso l'alto e si accorge che c'è un uomo in procinto di suicidarsi gettandosi dal cornicione di un palazzo.
L'automobilista sale velocemente le scale e arriva dal poveretto per tentare di dissuaderlo dal compiere il folle gesto. Non ottenendo risultati gli chiede di ritardare il suicidio di dieci minuti; ottenuto il tempo necessario, l'automobilista si dirige in un bar ed esegue una telefonata.
I presenti credono che sia andato a chiamare i soccorsi, ma in realtà l'uomo ha telefonato ad un operatore televisivo per farlo arrivare in tempo per filmare in diretta l'avvenimento.

#### La voce del sangue
Dario Borsetti è un imprenditore che non si ferma davanti a nulla pur di riuscire ad accaparrarsi il rilascio di un'autorizzazione edile da parte del ministro ai lavori pubblici; infatti, dopo essersi appostato per incontrarlo e ottenuto un appuntamento di lavoro, ordina alla moglie Clara di presentarsi e di sedurlo. 
 Quando scopre che questa ha mandato invece la figlia Luisella al posto suo perché il ministro la preferisce alla moglie, ritenuta già matura, dapprincipio l'uomo si adira, ma poi si tranquillizza quando la moglie gli confessa che in realtà la figlia non è sua, bensì del "primo appalto".

#### Il fachiro
Il fachiro Raimondo esibisce tutta la sua bravura durante il suo numero davanti a una scarsa platea, conficcandosi un coltello nel collo, una spada nel ventre e levitando sotto ipnosi. 
 Alla fine dello spettacolo, Raimondo si siede a tavola con la sua famiglia e rimane amareggiato vedendo i suoi cari mangiare a sazietà, mentre lui si deve accontentare di una modesta tisana. In preda a un attacco di fame, l'uomo tenta di rubare del cibo ma viene subito bloccato dai suoi familiari che lo costringono a una dieta ferrea, necessaria a mantenere il giusto peso forma che è fondamentale per il suo lavoro.

#### Una bella famiglia
Un marito e sua moglie escono di casa per andare al lavoro in automobile e salutano amorevolmente i loro bambini che stanno per andare a scuola.
Il marito accosta poi l'autovettura al bordo di una strada e saluta la moglie, lasciandola a prostituirsi sul marciapiede.

#### Il caso Apposito
Giovanni Apposito è un imprenditore amareggiato dalle insinuazioni della stampa scandalistica che lo accusa di avere un'azienda inconcludente dove lui e i suoi parenti tirano a campare sulle sovvenzioni statali, usando spesso la corruzione.
Per poter continuare indisturbato i suoi loschi affari, l'uomo non si fa scrupoli a sconvolgere la vita di un pacifico fiscalista che, dopo essere stato corrotto dall'imprenditore, finirà addirittura per suicidarsi con il gas a causa dei rimorsi di coscienza.

#### Il cincillà
Lanfranco è il figlio di un imprenditore che possiede un'industria che smercia uova di gallina. Placido, il padre di Lanfranco, è in collera col figlio perché crede che sia un fannullone e che Judy, la sua fidanzata, stia con lui solo per i soldi.
Quando la ragazza sfoggia una pelliccia di cincillà a cena con la famiglia, Placido, adirato, intima al figlio di lasciare la fidanzata: Lanfranco però si rifiuta; costretta sotto ricatto da Placido nel divenire la sua amante e in seguito anche da Lanfranco che intende strumentalizzare questa relazione a scopo di lucro, Judy si dovrà dividere tra i due uomini.

#### Il chirurgo

Buzzanca nell'episodio Il chirurgo

Un chirurgo sta per eseguire un'operazione di appendicectomia, ma riconosce nel suo paziente un potenziale nemico: decide allora di sbarazzarsi di lui, simulando una morte accidentale.

#### Processo a porte chiuse
Francesco Sparapaoli è accusato di aver abusato sessualmente delle tre sorelle. Durante il processo, le tre donne e lo stesso Francesco raccontano le loro contrastanti versioni dei fatti.
Prima della sentenza, l'uomo decide di eseguire personalmente la sua arringa difensiva: per giustificarsi davanti al giudice, parla della sua infanzia difficile e della mancanza di esempi che lo avrebbero portato a commettere violenza sulle tre donne.
A conclusione del processo, sono le tre donne ad essere portate in carcere al posto di Francesco.

## Produzione

### Cast
Nel film recita anche Empedocle Buzzanca, il padre di Lando, che in questa pellicola interpreta proprio il padre del protagonista nell'episodio Il caso Apposito.